# Урочище Церковный рынок
Урочище Церковный рынок —  комплексный памятник природы. Статус присвоен в соответствии с Решением Семикаракорского районного исполнительного комитета (РИК) № 363 от 20.09.77 года. Расположен в Семикаракорском районе Ростовской области.  Имеет большое природоохранное, научное и просветительское значение.

## Описание

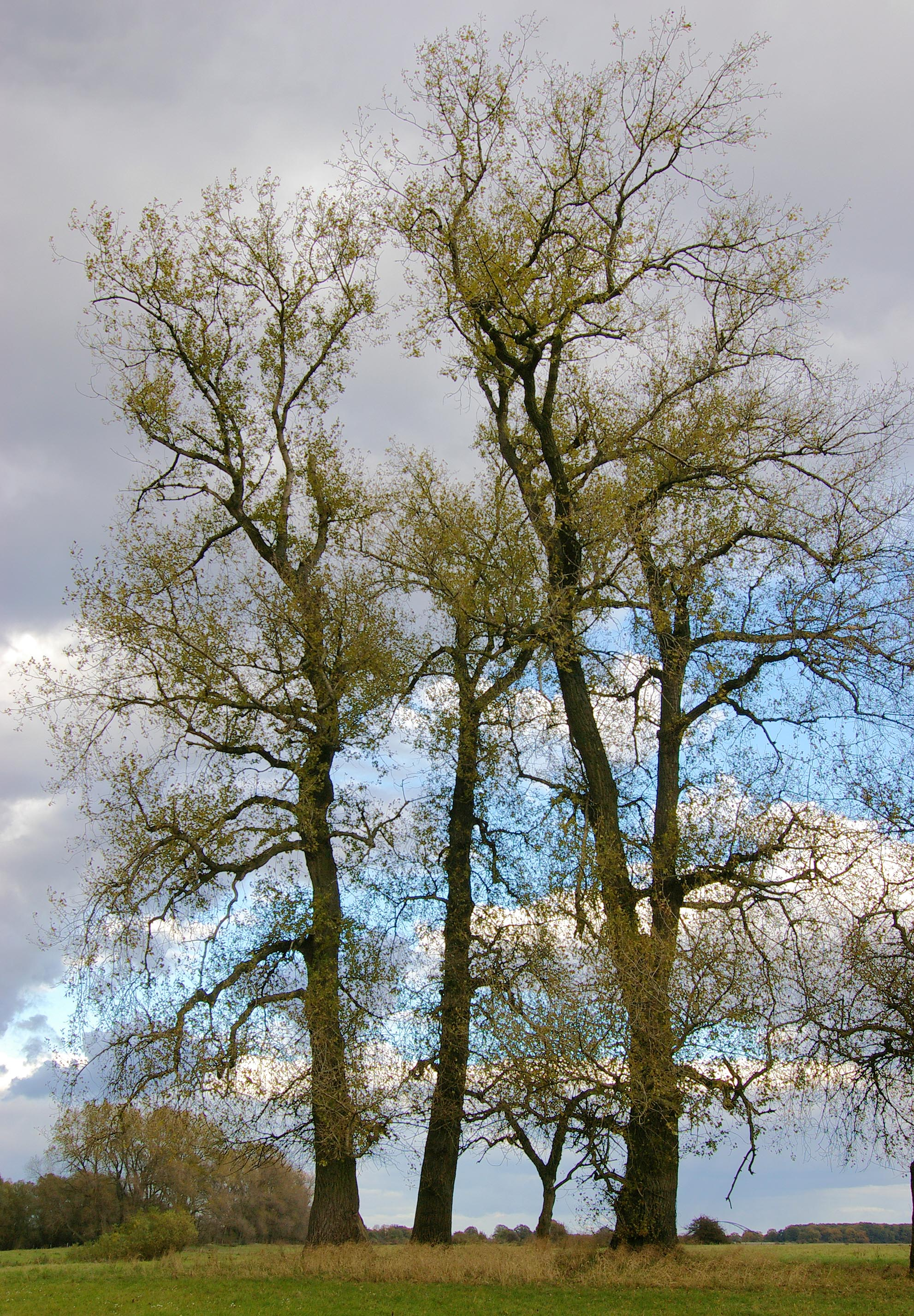
Тополь черный

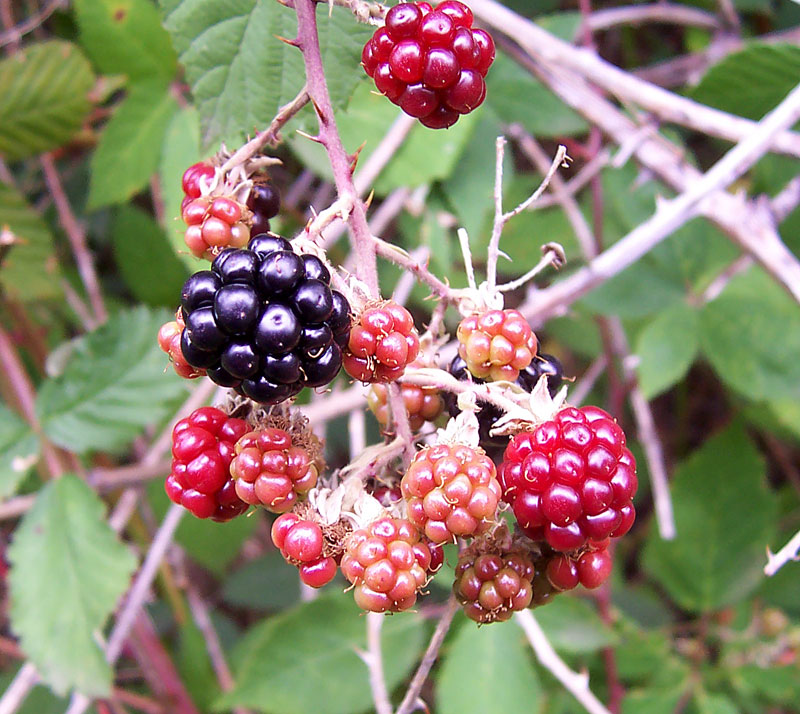
Ежевика

Комплексный памятник природы Урочище Церковный рынок расположен на правом берегу реки Дона в окрестности станицы Кочетовская. Памятник природы занимает часть территории государственного заповедника ГОЗ Бугровский. Статус присвоен в соответствии с Решением Семикаракорского РИК № 363 от 20.09.77 г. и Облсовета № 87 от 22.04.92 г. Комплексный ПП местного значения с режимом заказника.
Площадь комплексного памятника природы Урочище Церковный рынок составляет 116 гектар.
На территории памятника природы произрастает пойменный лес с естественными и искусственными насаждениями деревьев и кустарников. Здесь растут в основном  осокоревые спелые и перестойные насаждения. Основными древесными породами памятника являются: ветла, осокорь, тополь белый и ясень зеленый, встречается ива древовидная. В травяном покрове растут лекарственные растения: ромашка лекарственная, подорожник, шиповник, крушина, ежевика, лопу, кирказон, цикорий, полынь.
Разнообразный также животный мир урочища. Здесь есть опылители растений, почвообразователи, объекты охоты и др. представители животного мира. Среди них: певчие птицы,  бабочки, косули и др. Из редких видов донской фауны тут обитают: хорек степной, орел-белохвост, поликсена и др.
Памятник природы имеет природоохранное, рекреационное и просветительское значение. Ответственность за обеспечение охраны и функционирование комплексного памятника природы несет Министерство природных ресурсов и экологии Ростовской области.